# سارج بور
سارج بور رمزها «SJ» (بالإنجليزية: Surajpur)‏ ، هو تقسيم إداري لدولة الهند تتبع ولاية تشاتيسغار (بالإنجليزية: Chhattisgarh)‏ ، مركزها هو مدينة سارج بور (بالإنجليزية: Surajpur)‏ عدد سكانها حسب تعداد سنة 2001 هو 520,661 ، مساحتها 9,265 كم² وكثافة السكان 137 لكل كم² .